# Gérard Cooreman
Gérard François Marie Cooreman (Gand, 25 marzo 1852 – Bruxelles, 22 dicembre 1926) è stato un politico belga.
È stato Primo Ministro dal 1º giugno al 21 novembre 1918.